# Podomyrma micans
Podomyrma micans é uma espécie de formiga do gênero Podomyrma, pertencente à subfamília Myrmicinae.